# Прюм (река)
Прюм (нем. Prüm) — река в Германии, протекает по земле Рейнланд-Пфальц. Приток Зауэера (приток Мозеля). Площадь бассейна реки составляет 888,8 км², длина реки — 95,4 км.
Протекает через центр города Прюм. Для защиты от наводнений на реке построено водохранилище Битбург. У водохранилища начинаются пешеходные маршруты природного парка Deutsch-Luxemburgische Naturpark.